# Elephantine Colossus

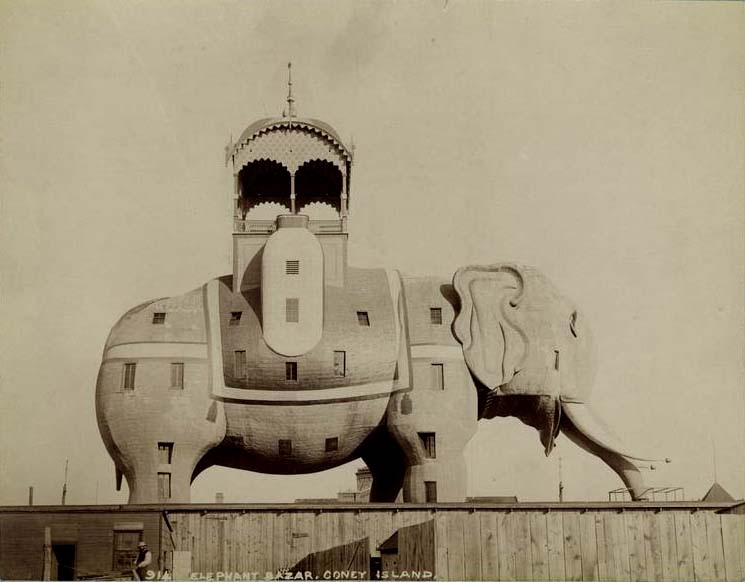
Seitenansicht des Elephantine Colossus

Elephantine Colossus (Elefantenkoloss, auch bekannt als Colossal Elephant, Elephant Colossus, Elephant Bazaar oder nach seiner Funktion als Elephant Hotel) war eine Sehenswürdigkeit auf Coney Island in Brooklyn, New York City. Das siebenstöckige Gebäude in der Form eines Elefanten, das von James V. Lafferty entworfen wurde, wurde ab 1884 an der Surf Avenue nahe der West 12th Street erbaut, 1896 wurde es bei einem Brand zerstört. Während seiner Lebensdauer wurde das Gebäude mit seinen 31 Räumen als Vergnügungszentrum, Hotel und Konzertarena genutzt. Es war das zweite von drei Elefantengebäuden, die Lafferty errichtete. Als erstes entstand das heute noch existierende Lucy the Elephant (ehemals Elephant Bazaar) in Margate City, später folgte The Light of Asia in Cape May.

## Ausmaße, Material und Kosten
Mit einer Höhe von 37 m war der Elefant auf Coney Island etwa doppelt so groß wie Lucy, die 1882 errichtet worden war. Mit Ausnahme des Designs der jeweiligen Sänfte (Howdah) und der Anzahl und relativen Größe der Fenster war er äußerlich eine nahezu exakte, vergrößerte Kopie von Lucy. Seine Beine hatten einen Durchmesser von 5,5 m, wobei die Vorderbeine als Zigarrenladen dienten, während die Hinterbeine den Eingang und eine Wendeltreppe beherbergten. Errichtet zwei Jahre vor der Freiheitsstatue, soll er das erste Bauwerk gewesen sein, das Einwanderer in den Vereinigten Staaten sehen konnten. Für den Bau wurden über 1 Million Meter Bauholz, 11.000 Fässer Nägel, 12 Tonnen Eisenbolzen und 5.300 m² Blech zur Verkleidung benötigt. Der Bau soll 65.000 US-Dollar gekostet haben.

## Trivia
Kevin Baker erwähnt in seinem Roman Dreamland ein Bordell in der Form eines Elefanten, basierend auf dem Elephantine Colossus in Coney Island.